# Diocese de Santos
A Diocese de Santos (em latim: Dioecesis Santosensis) é uma divisão territorial da Igreja Católica no estado de São Paulo. Foi criada em 4 de julho de 1924 pela bula Ubi præsules do Papa Pio XI.
A diocese abrange nove municípios do litoral paulista: Santos, São Vicente, Cubatão, Guarujá, Bertioga, Praia Grande, Mongaguá, Itanhaém e Peruíbe.

## Divisão territorial
A Diocese de Santos compreendia inicialmente (1924) todo o litoral paulista e Vale do Ribeira. Em 1968 as cidades de Apiaí, Ribeira, Iporanga e Barra do Turvo passaram a pertencer à nascente Diocese de Itapeva. Em 1974 foi criada a Diocese de Registro formada pelos municípios do Vale do Ribeira e Litoral Sul. Em 1999 fora criada a Diocese de Caraguatatuba desmembrando todo o litoral norte. Atualmente a Diocese é composta pelos nove municípios da Baixada Santista.  Limita-se com a Arquidiocese de São Paulo, e as dioceses de Registro, Caraguatatuba, Campo Limpo, Santo André e Mogi das Cruzes.
A Diocese é formada por oito regiões pastorais, dividida em 49 paróquias, e 84 padres entre seculares e religiosos.

## Santos que fazem parte da história da Diocese
- Nos primórdios da evangelização no Brasil passou pelas terras litorâneas o grande catequista São José de Anchieta.
- Foi em São Vicente que nasceu um dos primeiros mártires do Brasil, o Padre André de Soveral, canonizado em 2017. Ele foi batizado na Paróquia São Vicente Mártir e morreu no massacre de Cunhaú (Canguaretama-RN), em 1645.
- A Virgem invocada sob o título de Nossa Senhora do Monte Serrat é a padroeira da cidade de Santos. A devoção se deve a um milagre ocorrido em 1614 atribuído ao auxílio de Nossa Senhora, salvando a população santista da invasão dos holandeses.
- Foi na Catedral de Santos que, na década de 90, Dona Eva, participando de um grupo de idosas com as irmãs Canossianas, invocou com fé a ajuda de Josefina Bakhita para que viesse em socorro de suas feridas nas pernas. Para a maior glória de Deus, os médicos não souberam explicar a mudança no seu quadro e o milagre foi reconhecido pelo Vaticano fazendo com que Santa Josefina Bakhita chegasse à glória dos altares, em 2000.
- Foi também em um hospital de Santos que ocorreu o milagre atribuído a Madre Teresa de Calcutá, fazendo com que também ela pudesse ser canonizada em 2016.

## Bispos da diocese

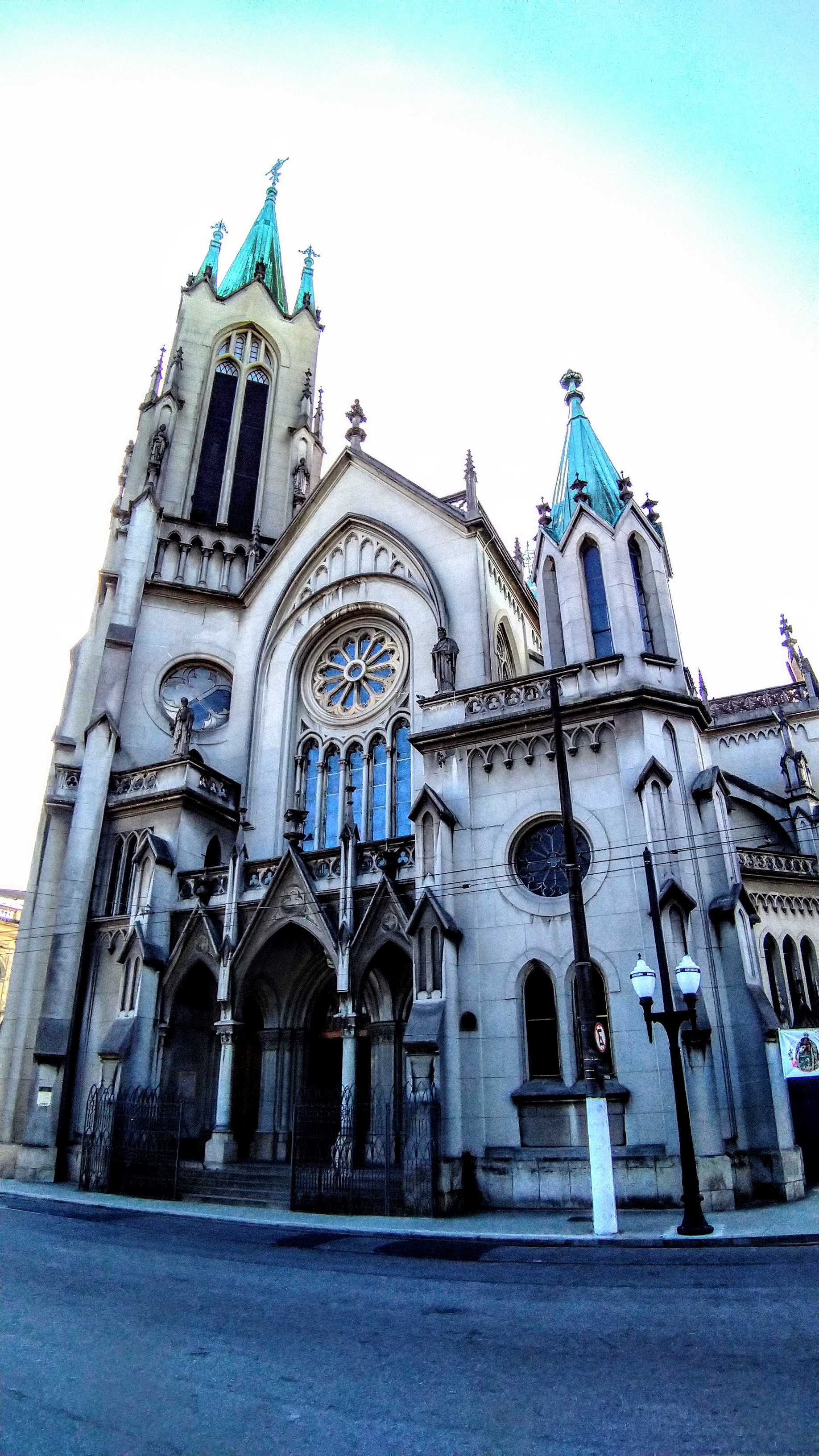
Catedral de Santos

|                    | Nome                            | Período   | Notas                         |
| ------------------ | ------------------------------- | --------- | ----------------------------- |
| 6º                 | Tarcísio Scaramussa, S.D.B.     | 2015–     | Atual                         |
| 5º                 | Jacyr Francisco Braido, C.S.    | 2000–2015 | Bispo emérito                 |
| 4º                 | David Picão                     | 1966–2000 | Faleceu em Santos em 2009     |
| 3º                 | Idílio José Soares              | 1943–1966 | Faleceu em Campinas em 1969   |
| 2º                 | Paulo de Tarso Campos           | 1935–1941 | Nomeado Arcebispo de Campinas |
| 1º                 | José Maria Parreira Lara        | 1924–1934 | Nomeado Bispo de Caratinga    |
| Bispos-coadjutores |                                 |           |                               |
|                    | Joaquim Giovanni Mol Guimarães  | 2025-     | Atual                         |
|                    | Tarcísio Scaramussa, S.D.B.     | 2014–2015 |                               |
|                    | Jacyr Francisco Braido, C.S.    | 1995–2000 |                               |
|                    | David Picão                     | 1963–1969 |                               |
| Bispos Auxiliares  |                                 |           |                               |
|                    | José Carlos Castanho de Almeida | 1982–1987 | Nomeado Bispo de Itumbiara    |
|                    | Walmor Battú Wichrowski         | 1958–1960 | Nomeado Bispo de Nova Iguaçu  |